# Françoise Hermant
Pour les personnes ayant le même patronyme, voir Hermant.
Françoise Hermant, née à Uccle le 21 février 1931 et morte à Evere le 9 avril 2020, est une femme politique belge, une militante wallonne qui fut sénatrice cooptée du Rassemblement wallon de 1971 à 1977. De novembre 1974 à mars 1977, elle est membre du Conseil régional wallon provisoire, qui ne compte que 3 femmes au total.